# Superaglomerado Hidra-Centauro
O Superaglomerado Hidra-Centauro (SCl 128), ou os superaglomerados de Hidra e Centauro, é um superaglomerado duplo, sendo o mais próximo do superaglomerado de Virgem, onde se situa a Via Láctea.
Esse superaglomerado inclui quatro superaglomerados na parte de Centauro
- A3526 (aglomerado de Centauro),
- A3565,
- A3574,
- A3581

e os aglomerados próximos
- Aglomerado de Hidra (A1060) e
- Aglomerado do Esquadro (A3627).

Além desses aglomerados, que se encontram a distâncias de 150 a 200 milhões de  anos-luz, vários outros aglomerados menores pertencem ao grupo.
Nas vizinhanças desse superaglomerado se encontra o Grande Atrator, dominado pelo aglomerado do Esquadro (ACO 3627). Esse aglomerado de galáxias maciço exerce um tremendo empuxo gravitacional, fazendo com que a matéria num raio de 50 Mpc seja atraída a uma velocidade de 600 km/s para o aglomerado do Esquadro
Este superaglomerado, juntamente ao superaglomerado de Virgem, constitui uma das cinco partes do Complexo de superaglomerados Peixes-Baleia.